# Haikyū!! Karasuno Kōkō VS Shiratorizawa Gakuen Kōkō
Haikyū!! Karasuno Kōkō VS Shiratorizawa Gakuen Kōkō (jap. ハイキュー！！ 烏野高校VS白鳥沢学園高校) – trzeci sezon telewizyjnego serialu anime Haikyū!! wyprodukowanego na podstawie mangi autorstwa Haruichiego Furudate o tej samej nazwie, emitowany od 7 października do 9 grudnia 2016 na antenach MBS, TBS, CBC, RKB Mainichi Broadcasting, HBC, TBC, kanały BS-TBS. Sezon składa się z 10 odcinków, obejmujących tomy od połowy siedemnastego do 21 (rozdziały 150–190).

## Produkcja i premiera
Pierwsze zapowiedzi trzeciego sezonu pojawiły się w numerze 16/2016 magazynu „Shūkan Shōnen Jump”, wydanym 16 marca 2016. Ponad tydzień później podczas festiwalu AnimeJapan 2016 pojawił się plakat promocyjny, na którym podano do informacji, że premiera będzie miała miejsce jesienią. 16 czerwca na oficjalnej stronie internetowej anime data premiery została doprecyzowana, tym razem na październik, a następnie na 7 października, o czym wspomniano 25 sierpnia, wraz z wydaniem numeru 39/2016 magazynu „Shūkan Shōnen Jump”, a także podano informację, że trzeci sezon emitowany będzie na antenach MBS i TBS, CBC, RKB Mainichi Broadcasting, HBC, TBC oraz na kanałach BS-TBS. Wcześniej, 19 sierpnia pojawiła się informacja, że sezon będzie składał się z zaledwie 10 odcinków. Ostatni odcinek sezonu został wyemitowany 9 grudnia. Kolejne odcinki emitowane były premierowo na antenie TBS w piątki o 25.55 (czasu japońskiego JST).
Ponadto wszystkie odcinki dostępne są również na platformie Crunchyroll oraz Netflix.

### Odcinek specjalny
W maju 2017 zapowiedziano wydanie odcinka OVA zatytułowanego Tokushū! Harukō Volley ni kaketa seishun (jap. 特集！春高バレーに賭けた青春 Tokushū! Harukō barē ni kaketa seishun), którego premiera miała miejsce 4 sierpnia 2017 i stanowił dodatek do edycji specjalnej 27. tomu mangi.

## Muzyka
Opening„Hikariare” (jap. ヒカリアレ) – Burnout Syndromes
Ending„Mashi Mashi” (jap. マシマシ) – NICO Touches the Walls

## Blu-ray/DVD
Wszystkie odcinki sezonu zostały skompilowane do pięciu wydań na Blu-ray i DVD. Pierwszy z nich pojawił się w sprzedaży 7 grudnia 2016, zaś ostatni – 12 kwietnia 2017.

### Spis tomów
| Tom | Odcinki  | Data wydania     | Kod         | Kod         |
| Tom | Odcinki  | Data wydania     | Blu-ray     | DVD         |
| --- | -------- | ---------------- | ----------- | ----------- |
| 1   | 1–2 (2)  | 7 grudnia 2016   | TBR-26271D  | TDV-26276D  |
| 2   | 3–4 (2)  | 18 stycznia 2017 | TBR-26272D  | TDV-26277D  |
| 3   | 5–6 (2)  | 22 lutego 2017   | TBR-26273D  | TDV-26278D  |
| 4   | 7–8 (2)  | 15 marca 2017    | TBR-26274D  | TDV-26279D  |
| 5   | 9–10 (2) | 12 kwietnia 2017 | TBR-26275D  | TDV-26280D  |
| OVA | OVA      | 4 sierpnia 2017  | SDVD-908298 | SDVD-908298 |

## Lista odcinków
| № | #   | Tytuł | Reżyseria         | Scenariusz       | Premiera odcinka     |
| --- | --- | --- | ----------------- | ---------------- | -------------------- |
| 51 | 1   | Go aisatsu (ごあいさつ)                                                                                        | Hirotaka Mori     | Susumu Mitsunaka | 7 października 2016  |
| 52 | 2   | "Hidari" no kyōi (“左”の脅威)                                                                                  | Haruo Okuno       | Taku Kishimoto   | 14 października 2016 |
| Nota: Odcinek ten jest hołdem dla Kazunari Tanaki, który zmarł 10 października 2016 w wyniku krwotoku pnia mózgu. |     | |                   |                  |                      |
| 53 | 3   | GUESS・MONSTER (GUESS・MONSTER)                                                                                | Shintarō Itoga    | Taku Kishimoto   | 21 października 2016 |
| 54 | 4   | Tsuki no wa (月の輪)                                                                                           | Masako Satō       | Taku Kishimoto   | 28 października 2016 |
| 55 | 5   | Ko VS Kazu (個ＶＳ数)                                                                                          | Tetsuaki Watanabe | Taku Kishimoto   | 4 listopada 2016     |
| 56 | 6   | Deai no kagaku henka (出会いの化学変化)                                                                        | Shintarō Itoga    | Susumu Mitsunaka | 11 listopada 2016    |
| 57 | 7   | Kodawari (こだわり)                                                                                            | Yūsuke Kaneda     | Taku Kishimoto   | 18 listopada 2016    |
| 58 | 8   | Iya na otoko (嫌な男)                                                                                          | Hitomi Ezoe       | Susumu Mitsunaka | 25 listopada 2016    |
| 59 | 9   | Volley baka-tachi Barē baka-tachi (バレー馬鹿たち)                                                             | Shintarō Itoga    | Taku Kishimoto   | 2 grudnia 2016       |
| 60 | 10  | Concept no tatakai Konseputo no tatakai (コンセプトの戦い)                                                     | Tetsuaki Watanabe | Taku Kishimoto   | 9 grudnia 2016       |
| OVA 3 | OVA | Tokushū! Harukō Volley ni kaketa seishun Tokushū! Harukō barē ni kaketa seishun (特集！春高バレーに賭けた青春) | Susumu Mitsunaka  | Taku Kishimoto   | 4 sierpnia 2017      |